# 李長榮集團
李長榮集團（英語：LCY GROUP），台灣的企業集團，核心公司為李長榮化學工業股份有限公司（簡稱李長榮化工或榮化）。

## 歷史
- 1915年，伐木業者李長榮創辦了李長榮木業株式會社，以高屏地區山區開墾、伐木為主要業務，總部位於松山庄，今日台北市松山區八德路四段，是李長榮化工的前身。
- 1965年，家族第二代李昆枝創辦李長榮化學工業股份有限公司，開始營運化工項目。
- 1967年，成立榮化汐止廠，甲醛及尿素甲醛樹脂工場開工生產。
- 1971年，成立榮化新竹廠。
- 1972年，成立榮化高雄廠。
- 1977年，榮化股票上市。
- 1979年，榮化高雄前鎮廠成立。榮化新竹廠生產線升級。同時間，榮化高雄林園廠成立。
- 1982年，李長榮木業公司正式更名為李長榮實業股份有限公司
- 1985年，李長榮實業屏東機械廠成立，以設計規劃營建化工廠為主要項目。李長榮實業屏東新園一廠，以生產畜牧業飼料添加劑為主要項目。
- 1989年，李長榮實業屏東製桶廠成立。
- 1995年，轉投資卡達 QAFAC 公司（Qatar Fuel Additives Company），主要生產甲醇及甲基第三丁基醚。榮化高雄林園鄉廠的液化石油氣（LPG）儲槽完工，並開始經銷營運。[2]
- 1997年，轉投資中國鎮江李長榮綜合石化工業有限公司、李長榮石化倉儲有限公司成立。
- 1997年，轉投資李長榮科技股份有限公司成立。
- 2003年，收購 Polimeri Europa S.P.A. 公司在美國德克薩斯州Baytown之熱可塑性橡膠工廠，成立 LCY Elastomers LP 公司。
- 2004年，由家族第三代李謀偉接任集團董事長，開始擴展海內外事業版圖，積極展開一連串對外投資與併購動作。
- 2005年，轉投資大陸惠州李長榮橡膠有限公司成立。
- 2006年，併購福聚公司。[3]
- 2018年7月，國際私募基金 KKR 宣布將以每股新臺幣56元，總金額 478 億元收購榮化在市場上公開流通的股份，以當時價格計算，溢價達17.28％ ，股份完成轉換後將下市[4]。
- 2019年1月30日，李長榮化工與國際私募基金 KKR 完成股份轉換協議，並於台灣證券交易所正式下市[5][6]。
- 2019年，收購 BioAmber 設備資產並成立生質化學事業部門，在加拿大 Sarnia 正式成立LCY Bioscience Inc.。
- 2020年，併購普利司通公司在中國惠州廠之 ESBR 工廠。
- 2021年，投資12億元進駐中科，研發電子級異丙醇及工業級異丙醇，作為半導體製程使用的溶劑。[7]

- 2019年，李長榮化工高雄廠以節水績效、自行研發的「膜生物反應器設備(MBR)」以及增添節水軟硬體設備等三大績效，榮獲經濟部水利署2019台灣節水NO.1產業組 - 優等獎。[8]
- 2020年，李長榮化工在永續共榮的持續耕耘，透過2019 ESG報告書獲得「2020 TCSA臺灣企業永續獎」企業永續報告類銀獎，更以電子級異丙醇(EIPA)回收再利用、MBR膜生物反應器及生質琥珀酸等落實循環經濟理念，榮獲台灣企業永續績優獎。[9][10][11]

## 旗下子公司
- 李長榮化學工業股份有限公司（臺證所：1704[1]）
- 李長榮科技股份有限公司（臺證所：4989[12]）
- 中國鎮江李長榮綜合石化工業有限公司
- 中國鎮江李長榮石化倉儲有限公司
- 中國惠州李長榮橡膠有限公司
- 美國LCY Elastomers L.P.

## 爭議
- 1986年，新竹榮化事件，新竹市衛生局和省環保局經過化驗，發現廢水污染物來自人畜的排泄物「游離氨氮」而非榮化所排放的主要有機物「甲醇」，然民眾卻不信任此化驗結果；另外，李長榮的排氣雖符合既有標準，卻不符合該年8月才實施的新標準，因此環保局要求榮化必須在12月以前改善，但居民也不願意等，故發動示威、「自救」抗議，在居民圍廠450天後，榮化被迫關廠。[13]
- 1998年，北誼興業液化瓦斯公司因油罐車作業疏忽引發大爆炸，因該公司地域相鄰榮化高雄林園廠，民眾一度誤解，後經證實與榮化無關。[14]
- 2000年，高雄市旗津區發生丙烯酸丁酯外洩，造成當地500人昏迷送醫，遭裁罰百萬元。歷經將近4年之行政訴訟，高雄高等行政法院及最高行政法院均判決榮化前鎮廠勝訴，主因為高雄市環保局拍照存證、採樣及現場作成稽查紀錄等認定裁罰之客觀事實過程顯有瑕疵，致其據以裁罰之判斷基礎，正確性與合理性堪疑。隔年9月，高雄市政府環保局加計利息退還榮化前鎮廠為本案所繳納之100萬元罰款。[15]
- 2014年，高雄前鎮苓雅氣爆事件，是2014年7月31日23時至8月1日凌晨間，發生在中華民國高雄市前鎮區、苓雅區的多起氣爆事件。[16]事涉高雄市政府、李長榮化工、華運倉儲等單位，三方於2015年7月17日簽署協議書，決議先由榮化代表出面與32名罹難者家屬進行和解工作，待法院責任判決確定後，三方再依比例分擔。[17]2020年4月24日，臺灣高等法院高雄分院於二審判決被告高雄市政府工務局人員三人犯過失致人於死罪，各處有期刑期2年6月至3年6月不等，其餘包括李長榮化工與華運公司被告九人，因未違反注意義務，不構成刑法上過失責任，均判無罪。[18][19]
- 2021年，對於2014年發生的高雄氣爆一案，最高法院於2021年9月15日判定李長榮集團李謀偉等6人及華運公司3人無罪 ; 高雄市政府時任下水道工程處幫工程司趙建喬3年6個月、副工程司楊宗仁2年6個月、工程員邱炳文3年6個月徒刑定讞。高雄高分院認定事故發生當下李長榮集團及廠商共9人確實無力阻止丙烯洩出，已盡到「注意義務」，因此判決為無罪確定，至此全案定讞。[20]

## 外部連結
- 李長榮集團 （页面存档备份，存于）